# نسرين الصائم
نسرين الصائم هي ناشطة و مفاوضة مناخية شابة من السودان. وهي عضو في المجموعة الاستشارية للشباب التابعة للأمم المتحدة والمعنية بتغير المناخ حيث رشحت لذلك من قبل تحالف العدالة المناخية الأفريقية.

## اهم مواقفها
اشارت من خلال مشاركتها في قمه المناخ الي انها قامت بمقابلة الكثير من المسوولين علي عدد من المستويات من دول مختلفة وعملت علي القاء الضوء علي مجهودات الشباب في العمل من أجل قضايا المناخ، ولكن تتبدد هذه السعادة وتختفي هذه الابتسامة ما أن نبدأ بالتحدث عن كيفية دعم الشباب وكيفية زيادة تمثيلهم في الحكومات وفي المناصب المختلفة وكيفية توفير مصادر مالية للشباب لتمكنيهم من تنفيذ مشاريعهم وغيرها.

## مشاركاتها
- رئيسة الشباب السوداني من أجل تغير المناخ.
- كانت أحد منظمي قمة المناخ للشباب لعام 2019.[3]
- شاركت بنشاط في النشاط المناخي للشباب منذ عام 2012.[1]

## تعليمها
- حاصلة على شهادة في الفيزياء والطاقة المتجددة من جامعة الخرطوم.[4]